# Мамаев, Данил Павлович
Дани́л Па́влович Мама́ев (18 марта 1994, Магнитогорск, Челябинская область) — российский хоккеист, защитник.

## Карьера
Воспитанник магнитогорского «Металлурга». С 2010 по 2014 год провёл четыре сезона в МХЛ, выступая за «Стальных Лис». В 2014 году перешёл в «Трактор». Вначале отыграл два сезона за «Челмет», а в сезоне 2016/17 дебютировал в КХЛ, 3 сентября 2016 года в матче против «Югры». В первом сезоне провёл 30 матчей в регулярном чемпионате и 6 игр в плей-офф.

## Личная жизнь
В 2017 году женился на Елизавете Сеничевой — дочери бывшего директора «Трактора» Ивана Сеничева. Весной 2018-го пара развелась, после чего Мамаев покинул клуб. Его отец, который был начальником базы «Трактора», также был уволен.